# Casa Guillem
|  | Per a altres significats, vegeu «Casa Guillem (Guissona)». |

Casa Guillem és un habitatge a Barruera (al terme de la Vall de Boí, l'Alta Ribagorça) protegit com a bé cultural d'interès local. Casa pairal renaixentista, té un pati, un corral, quadra-paller, forn i un habitatge de tres plantes de forma rectangular. Hi ha un galliner i una balconada afegits a migjorn. Sota la teulada hi ha un colomer cobert a dues vessants.
Molt modificada, s'observen restes de finestres de l'època renaixentista que s'han reutilitzat, murs de maçoneria amb carreus i adovellats de portalades de mig punt reformades, unes de granit i la principal de pedra tosca amb adovellat com a colofó.
Hi resten restes de contrafort i forn lateral. Els nivells de l'interior estan modificats.
A una llinda d'una finestra es pot llegir "I Q 1577". La tradició popular diu que és la cada fundacional del poble de Barruera.